# Дорожницы
Дорожницы — деревня в Будогощском городском поселении Киришского района Ленинградской области.

## История
Деревня Дорожниц обозначена на специальной карте западной части России Ф. Ф. Шуберта 1844 года.

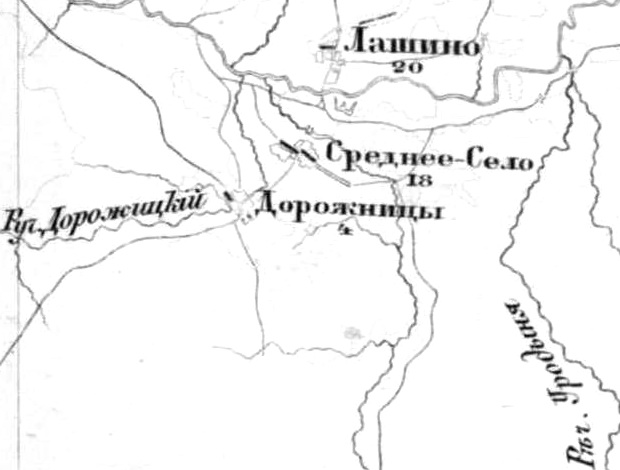
Деревня Дорожницы на карте Ф. Ф. Шуберта 1872 года

Согласно карте Ф. Ф. Шуберта 1872 года деревня называлась Дорожницы и насчитывала 4 крестьянских двора.

ДОРОЖНИЦЫ — деревня Федосельского общества, прихода погоста Петровско-Пчёвжинского.
 
Крестьянских дворов — 12. Строений — 24, в том числе жилых — 15. 

Число жителей по семейным спискам 1879 г.: 18 м. п., 19 ж. п.; по приходским сведениям 1879 г.: 23 м. п., 31 ж. п.

В конце XIX века деревня административно относилась к Недашецкой волости 1-го стана, в начале XX века — Недашецкой волости 4-го стана 3-го земского участка Тихвинского уезда Новгородской губернии.

ДОРОЖНИЦЫ — деревня Среднесельского общества, дворов — 14, жилых домов — 20, число жителей: 34 м. п., 47 ж. п. 

Занятия жителей — земледелие, лесные заработки. Река Пчёвжа. (1910 год)

Согласно карте Петроградской и Новгородской губерний 1915 года деревня Дорожницы насчитывала 4 двора, через деревню протекал Дорожницкий ручей.
С 1917 по 1918 год деревня Дорожницы входила в состав Недашецкой волости Тихвинского уезда Новгородской губернии.
С 1918 года в составе Череповецкой губернии.
С 1927 года в составе Лашинского сельсовета Будогощенского района.
В 1928 году население деревни Дорожницы составляло 93 человека.
С 1932 года в составе Киришского района.

Деревня Дорожницы на карте 1932 года

Согласно карте Ленинградской области Северо-западного аэрогеодезического треста ГГУ издания 1932 года деревня насчитывала 9 крестьянских дворов.
По данным 1933 года деревня называлась Дорожицы и входила в состав Лашинского сельсовета Киришского района.
Согласно переписи населения СССР 1939 года население деревни Дорожницы составляли 38 мужчин и 22 женщины, всего 60 человек.
С 1954 года в составе Званковского сельсовета.
С 1963 года в составе Волховского района.
С 1965 года вновь в составе Киришского района. В 1965 году население деревни Дорожницы составляло 43 человека.
По данным 1966 года деревня Дорожницы также входила в состав Званковского сельсовета.
По данным 1973 и 1990 годов деревня Дорожницы входила в состав Будогощского сельсовета.
В 1997 году в деревне Дорожницы Будогощской волости проживали 10 человек, в 2002 году — 8 (русские — 87 %).
В 2007 году в деревне Дорожницы Будогощского ГП проживали 4 человека, в 2010 году — 5.

## География
Деревня расположена в юго-восточной части района на автодороге 41К-547 (Будогощь — Половинник).
Расстояние до административного центра поселения — 19 км.
Расстояние до железнодорожной платформы Горятино — 5 км.
К северу от деревни протекает река Пчёвжа.

## Демография
| 1879 | 1910 | 1928 | 1965 | 1997 | 2002 | 2007 |
| ---- | ---- | ---- | ---- | ---- | ---- | ---- |
| 37   | ↗81  | ↗93  | ↘43  | ↘10  | ↘8   | ↘4   |
| 2010 | 2017 |      |      |      |      |      |
| ↗5   | ↘2   |      |      |      |      |      |

### Национальный состав
Согласно данным Всероссийской переписи населения 2021 года в деревне проживали 5 человек, все русские.

## Улицы
Родниковая, Цветочная.